# Nery McKeen
Nery McKeen (* 26. April 1957) ist eine ehemalige kubanische Mittelstreckenläuferin, die wegen ihrer Sprintstärke auch in der 4-mal-400-Meter-Staffel eingesetzt wurde.
Über 800 Meter gewann sie bei den Zentralamerika- und Karibikspielen 1978 Bronze.
1979 wurde sie bei den Panamerikanischen Spielen in San Juan Fünfte über 800 Meter und holte Silber in der 4-mal-400-Meter-Staffel.
Es folgten über 800 Meter Silber bei den Zentralamerika- und Karibikmeisterschaften 1981 und jeweils Gold bei den Zentralamerika- und Karibikspielen 1982 und den Zentralamerika- und Karibikmeisterschaften 1983.
Bei den Panamerikanischen Spielen 1983 in Caracas triumphierte sie über 800 Meter und gewann mit der kubanischen 4-mal-400-Meter-Stafette Bronze. Im selben Jahr siegte sie bei den Iberoamerikanischen Meisterschaften über 800 Meter.
1985 holte sie bei den Zentralamerika- und Karibikmeisterschaften jeweils Silber über 800 und 1500 Meter. Im Jahr darauf folgten Bronze über 1500 Meter bei den Zentralamerika- und Karibikspielen und Bronze über 800 Meter bei den Iberoamerikanischen Meisterschaften.

## Persönliche Bestzeiten
- 800 m: 2:00,23 min, 22. Juni 1985, Prag
- 1500 m: 4:17,70 min, 12. Mai 1984, Havanna